# 61
Cette page concerne l'année 61  du calendrier julien. Pour l'année 61 av. J.-C., voir 61 av. J.-C. Pour le nombre 61, voir 61 (nombre).
L'année 61 est une année commune qui commence un jeudi.

## Événements
- 1er janvier, Empire romain : début du consulat de Lucius Caesennius Paetus et Publius Petronius Turpilianus[1].
- Le gouverneur de Bretagne Suetonius Paulinus fait la conquête de l'île de Mona (Anglesey), refuge et sanctuaire du druidisme. Les Romains détruisirent les bosquets sacrés et massacrent les druides[2].
- Bataille de Watling Street : Le général romain Suetonius Paulinus, de retour du Pays de Galles, est victorieux de la reine des Iceni Boadicée, quelque part le long de la voie romaine appelé Watling Street, mettant fin au soulèvement des Bretons[3]. Après la répression, les Romains commencent un processus de romanisation de la Bretagne. Ils créent des villes romaines et y installent des structures administratives. Ils construisent un réseau routier.
- Campagne d'Arménie : Tigrane VI de Cappadoce, roi-client de Rome, envahit l'Adiabène ; Corbulon demande à Rome un commandement séparé pour l'Arménie, puis traite avec Vologèse Ier, roi des Parthes, et s'accorde pour une évacuation conjointe de l'Arménie par les troupes romaines et parthes[4].
- 400 esclaves sont exécutés à la suite de l'assassinat de leur maître, Pedanius Secundus, préfet de Rome, par l'un d'entre eux[1],[5].

- Joseph Kabi  devient grand-prêtre de Jérusalem (61-62)[6].

## Naissances en 61
- Pline le Jeune.

## Décès en 61
- La reine Boadicée des Icéniens se suicide après l'échec de sa révolte.